# Dicyphus brachypterus
Dicyphus brachypterus är en insektsart som beskrevs av Knight 1943. Dicyphus brachypterus ingår i släktet Dicyphus och familjen ängsskinnbaggar. Inga underarter finns listade i Catalogue of Life.